# 陈秉权
陈秉权（1931年—2004年11月9日），又名逸平，浙江余姚人，中华人民共和国政治人物，中华全国总工会原副主席、书记处书记，第七、八届全国政协常委。